# Jacques Jaquet
Petrus Jacobus (Jacques) Jaquet (Antwerpen, 1828 - Sint-Joost-ten-Node, 1899) was een Belgische beeldhouwer.
Jacques Jaquet was de broer van de meer bekende Jan Jozef (Jean-Joseph) Jaquet. Beiden volgden een opleiding aan de Academie van Brussel en ze werkten veel samen als ze grote opdrachten kregen. Jacques maakte ook veel bronzen beelden en beeldjes.

## Bekende werken
Steen

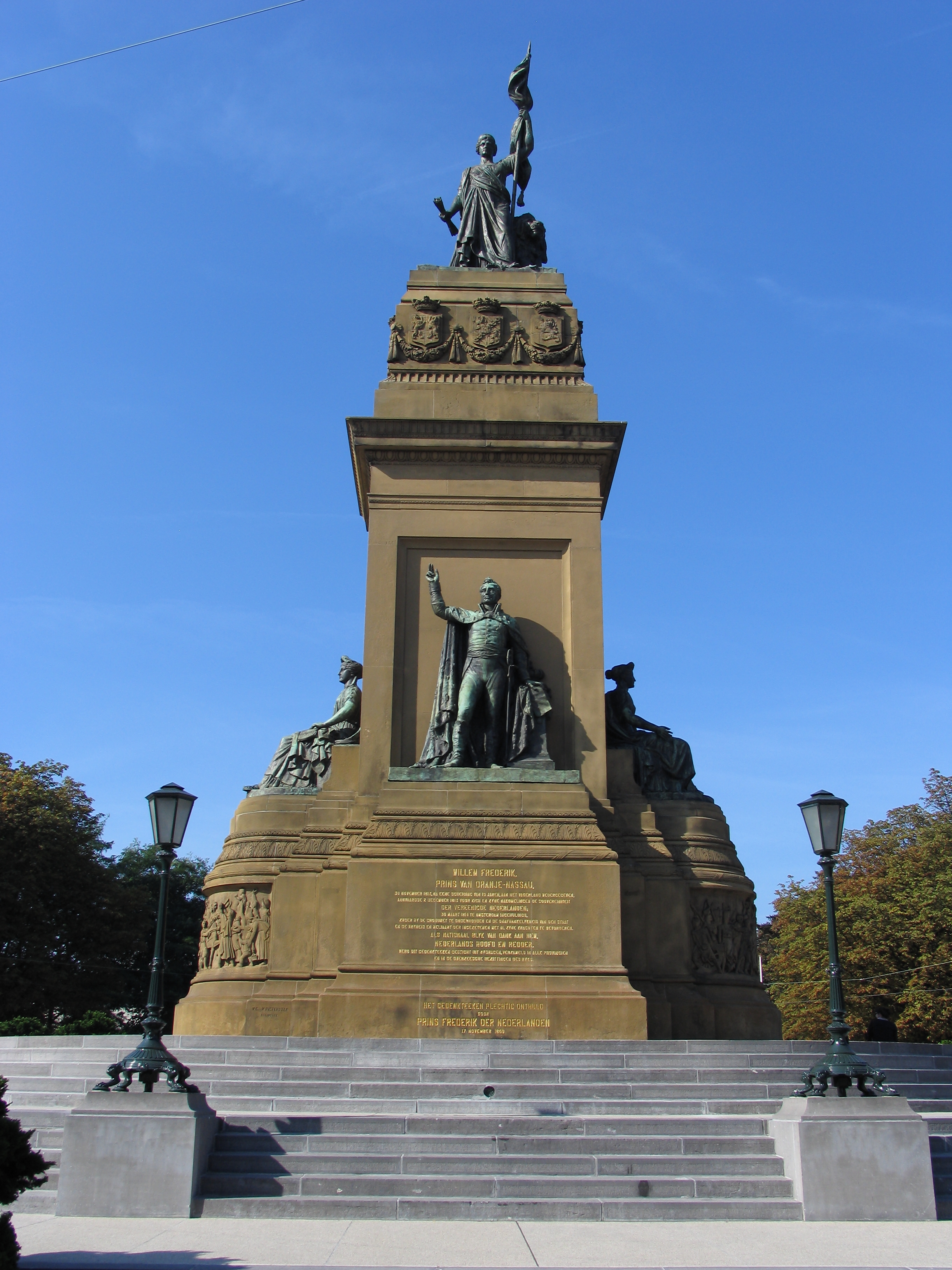
Plein 1813

- Brussel: Beurs van Brussel, driegroepenmodel boven het fronton en de beelden op de dakrand
- Spa: monument [dode link]

Brons
- Den Haag: de beelden op het monument op het Plein 1813[1],
- Elsene: Monument voor Antoine Wiertz op het Raymond Blyckaertsplein (1881) [dode link]
- Zittend naakt, 134 cm hoog, in 2009 bij Sotheby's geveild
- Hercules en een der Hesperiden, 53,4 cm hoog

- Union List of Artist Names: 500197515
- Virtual International Authority File: 148832382